# Провулок гармонії
Провулок гармонії (англ. Harmony Lane) — малобюджетний американський фільм 1935 року режисера Йозефа Сантлі про життя Стівена Фостера, виданий кінокомпанією Mascot Pictures.
Це був перший звуковий фільм про життя відомого композитора. Пізніше, два інших фільми про Стівена Фостера були зняті у кольорі: «Річка Сванні» (1939) (найскладніший і найдорожчий з трьох) і «Я мрію про Джині» (1952).

## Сюжет
Фільм розповідає про життя і кохання композитора Стівена Фостера, про його ранній успіх та занепад, деградацію і очікувану смерть від алкоголізму.

## В ролях
- Дуглас Монтгомері[en] — Стівен Фостер
- Евелін Венейбл — Сьюзен Пентланд
- Едріенн Еймс[en] — Джейн Макдавелл
- Йозеф Которн[en] — професор Генрі Клібер
- Вільям Фровлі[en] — Едвін П. «Ед» Крісті
- Девід Торренс — містер Пентланд
- Гілберт Емері[en] — містер Фостер
- Ллойд Г'юз — Ендрю Робінсон
- Альберт Герман[en] — Тамбо
- Кора Сью Коллінз[en] — Маріан Фостер
- Джеймс Буш[en] — Моррісон Ферстер
- Едіт Крейг — Генрієтта Фостер
- Флоренс Робертс[en] — місіс Фостер
- Фердинанд Мюньє — містер Понд
- Кларенс Муз[en] — старий Джо